# Шапиро, Семён Борисович
Семён Бори́сович Шапи́ро (бел. Сямён Барысавіч Шапіра; род. 17 июня 1961; д. Речень, Любанский район, Минская область) — белорусский экономист, политический и государственный деятель. Доктор экономических наук, профессор. Министр сельского хозяйства и продовольствия Республики Беларусь (2008—2010), председатель Гродненского областного исполнительного комитета (2010—2013), председатель Минского областного исполнительного комитета (с 14 ноября 2013 года). Заслуженный работник сельского хозяйства Республики Беларусь (2016).

## Биография
Родился 17 июня 1961 года в д. Речень Любанского района Минской области. Окончил Белорусский государственный институт народного хозяйства имени В. В. Куйбышева по специальности «планирование сельского хозяйства».
В 1983—1989 гг. — главный экономист, заместитель директора по производству совхоза «Комсомолец», с 1989 г. — председатель сельскохозяйственного коллективного предприятия «Маяк» Дзержинского района Минской области. Окончил аспирантуру (1991) и докторантуру (1999) Белорусского научно-исследовательского института экономики и информации агропромышленного комплекса.
В 1998—1999 гг.  докторант Белорусского научно-исследовательского института экономики и информации агропромышленного комплекса.
В 1999—2004 гг. — начальник Главного управления экономики, директор департамента экономики Министерства сельского хозяйства и продовольствия Республики Беларусь. В 2004—2008 гг. — генеральный директор ОАО «Агрокомбинат „Дзержинский“» Минской области. В 2008—2010 гг. — Министр сельского хозяйства и продовольствия Республики Беларусь.
В 2010—2013 гг. — председатель Гродненского облисполкома.
14 ноября 2013 года был назначен на должность председателя Минского областного исполнительного комитета.
20 мая 2017 избран председателем ассоциации «Федерация хоккея Республики Беларусь», связи с этим 24 мая 2017 года, был освобождён от должности Председателя Миноблисполкома.
Являлся членом Совета Республики Национального собрания Республики Беларусь пятого созыва, входил в состав Постоянной комиссии по экономике, бюджету и финансам.

## Научная деятельность
Экспериментальные и теоретические работы посвящены проблемам управления агропромышленным комплексом:
- экспериментальное внедрение новых форм хозяйствования в условиях становления рыночной экономики;
- управление в АПК при формировании рыночных отношений, в условиях многоукладной экономики; разработаны методы разрешения противоречий между управлением производством и производственными отношениями в условиях многоукладных отношений;
- впервые разработана система управления сельским хозяйством при рыночных отношениях, концепция и научно-практическая схема её построения;
- разработаны методические подходы формирования и функционирования сквозной информационно-консультативной службы в аграрной отрасли.

### Избранные труды
- Управление в агропромышленном комплексе при рыночных отношениях. — Минск: БелНИИЭИ АПК, 1998. — 191 с.
- Основы управления аграрным сектором в условиях рынка (теория, методология и практические рекомендации). — Минск: БелНИИЭИ АПК, 1999. — 193 с.

## Награды
- Юбилейная медаль «65 лет Победы в Великой Отечественной войне 1941—1945 гг.».
- Почётная грамота Национального собрания Республики Беларусь.
- Почётная грамота Совета Министров Республики Беларусь.
- Заслуженный работник сельского хозяйства Республики Беларусь (2016).
- Медаль «МПА СНГ. 25 лет» (27 марта 2017 года, Межпарламентская ассамблея СНГ) — за заслуги в деле развития и укрепления парламентаризма, за вклад в развитие и совершенствование правовых основ функционирования Содружества Независимых Государств, укрепление международных связей и межпарламентского сотрудничества[3].